# Rhaphotittha leai
Rhaphotittha leai är en insektsart som först beskrevs av Boris Petrovich Uvarov 1941.  Rhaphotittha leai ingår i släktet Rhaphotittha och familjen gräshoppor. Inga underarter finns listade i Catalogue of Life.

## Bildgalleri

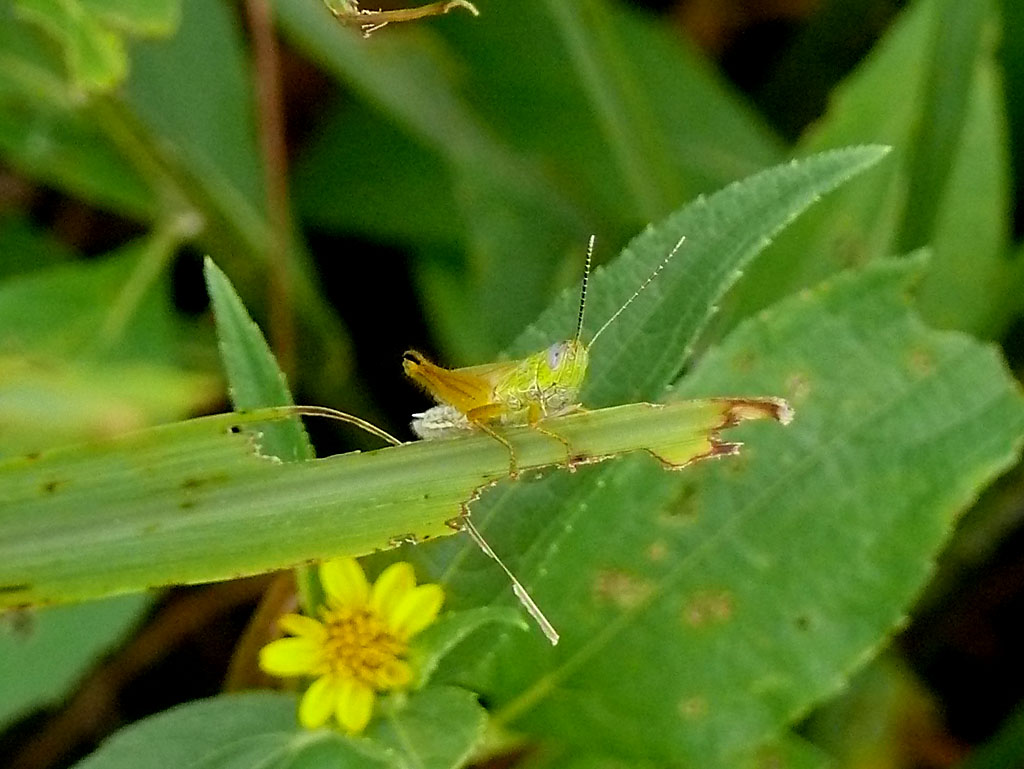
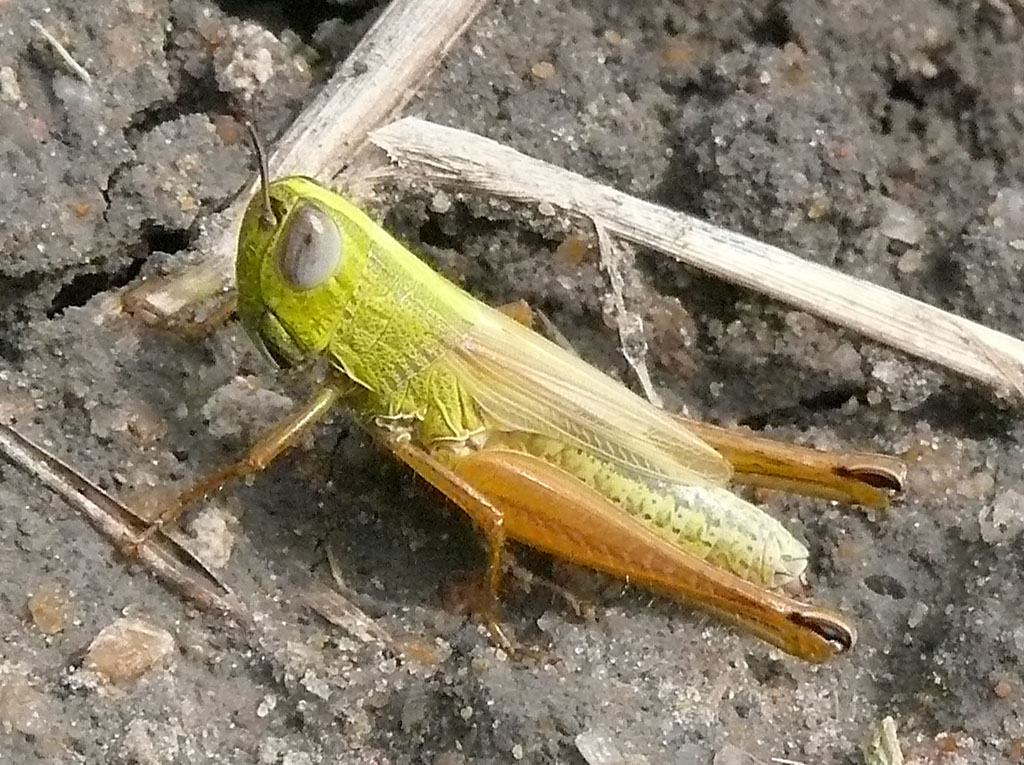